# Битетто, Энтони
Э́нтони Бите́тто (англ. Anthony Bitetto; род. 15 июля 1990, Айленд Парк, Нью-Йорк, США) — бывший американский хоккеист, защитник.

## Клубная карьера
Будучи юниором играл в командах «Нью-Йорк Эппл Кор» и «Индиана Айс».
Он был выбран «хищниками» 168-м в общем зачете на драфте НХЛ 2010 года. После этого играл в студенческой команде Северо-Восточного университета города Бостон.
29 марта 2012 года Битетто был подписал двухлетний контракт начального уровня с «Предаторз». Затем он был отправлен в фарм-клуб «Нэшвилла» — «Милуоки Эдмиралс», где за сезон 2011-12 провел одну игру в плей-офф, не отметившись результативными действиями. В сезоне 2012/13 провел 34 игры за «Милуоки», забив 1 шайбу и отдав 5 передач, а так же провел 23 игры за клуб Хоккейной лиги Восточного побережья «Цинциннати Сайклонс», где набрал 3 очка (2+1).
В сезоне 2014/15 впервые был вызван в «Предаторз». Провел там всего 7 игр и результативными баллами не отметился. Первую игру провел против «Детройт Ред Уингз» 17 января 2015 года. Большую часть сезона играл в «адмиралах».
26 февраля 2015 года подписал новый двухгодичный контракт с «хищниками». В сезоне 2015/16 провел 28 матчей и набрал первые очки, в том числе забросил единственную в сезоне шайбу 9 марта 2016 года вратарю Йони Ортио из «Калгари Флэймз».
9 января 2018 года подписал новый контракт с «Нэшвилл Предаторз».
25 января 2019 года был выставлен на драфт отказов, откуда его забрала «Миннесота Уайлд».
2 июля 2019 года подписал однолетний контракт на правах свободного агента с «Виннипег Джетс» на сумму $ 700 тыс. 
9 октября 2020 года подписал двухлетний контракт с «Нью-Йорк Рейнджерс» на общую сумму $ 1,475 млн.  Битетто вырос фанатом «Рейнджерс», он сказал, что «потерял дар речи», играя в своём первом матче в качестве игрока «Рейнджерс» на Мэдисон-сквер-гарден. 4 февраля 2021 года Битетто забил свой первый гол в качестве игрока «синерубашечников», объехав нескольких игроков «Вашингтон Кэпиталз» в матче, закончившимся победой со счётом 4:2. Он провел 112 игр без голов, а его последний гол был забит 18 ноября 2017 года.
21 марта 2022 года был обменян в «Сан-Хосе Шаркс» на нападающего Ника Мёрли, однако оставшуюся часть сезона 2021/22 провёл в АХЛ.
Будучи неограниченно свободным агентом, 13 июля 2022 года подписал двухсторонний однолетний контракт с «Флоридой Пантерз», однако сезон 2022/23 полностью провёл в АХЛ.
4 июля 2023 года объявил о завершении карьеры.